# Milín
Milín (en allemand : Milin) est une commune du district de Příbram, dans la région de Bohême-Centrale, en République tchèque. Sa population s'élevait à 2 216 habitants en 2024.

## Géographie
Milín se trouve à 7 km au sud-est de Příbram et à 57 km au sud-ouest de Prague.
La commune est limitée par Háje, Příbram et Višňová au nord, par Jablonná et Dolní Hbity à l'est, par Smolotely, Pečice, Radětice et Vrančice au sud, et par Ostrov, Lazsko, Lešetice et Příbram à l'ouest. Le quartier de Kamenná est séparé du reste de la commune par Lazsko ; il est limité par Příbram au nord, par Lazsko à l'est, par Tochovice au sud et par Třebsko à l'ouest.

## Histoire
La première mention écrite de la localité date de 1336.

## Administration
La commune se compose de six sections :
- Milín
- Buk
- Kamenná
- Konětopy
- Rtišovice
- Stěžov

## Transports
Par la route, Milín se trouve à 10,5 km de Příbram et à 63 km du centre de Prague.